# Phosphorpentabromid
Phosphorpentabromid ist eine chemische Verbindung aus der Gruppe der Bromide.

## Gewinnung und Darstellung
Phosphorpentabromid kann durch Reaktion von Phosphor(III)-bromid mit Brom gewonnen werden.

## Eigenschaften

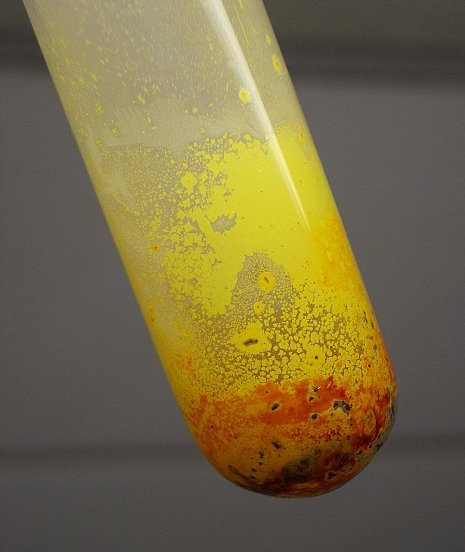
Phosphorpentabromid

Phosphorpentabromid ist ein rotgelber Feststoff mit stechendem Geruch, dessen Kristalle aus PBr4+Br−-Ionen bestehen. Er ist extrem hygroskopisch, hitze- und wärmeempfindlich und wirkt korrodierend. Oberhalb von 35 °C zersetzt sich die Verbindung zu Phosphor(III)-bromid und Brom. Einige Quellen geben eine vollständige Zersetzung zwischen 84 und 106 °C an. Raman-Spektren von Phosphorpentabromid, kondensiert aus der Gasphase auf eine kalte Platte bei 15 K, zeigen weder Banden die auf molekulares Phosphorpentabromid zurückzuführen sind, noch auf die erwarteten einfachen molekularen Dissoziationsprodukte PBr3 + Br2. Stattdessen lassen sich die Spektren am besten einer Mischung aus PBr3 und PBr4+ Br3− zuweisen. Bei Temperaturen größer als 200 K wandelt sich dieser Feststoff in PBr4+Br− um.
Im Gegensatz zu Phosphorpentachlorid und Phosphorpentafluorid bildet es mit Metallkomplexen keine Bromokomplexe PBr6−, sondern wird zu Phosphor(III)-bromid und Br− reduziert.
Mit Ammoniumbromid bildet es Phosphornitrid-dibromid.
{\displaystyle \mathrm {PBr_{5}+NH_{4}Br\ {\xrightarrow[{{\ddot {U}}berschuss\ Br_{2}}]{NH_{4}Br}}\ {\frac {1}{n}}[NPBr_{2}]_{n}+4\ HBr} }
Mit Wasser reagiert es unter Abspaltung von Bromwasserstoff.
{\displaystyle \mathrm {PBr_{5}+4\ H_{2}O\longrightarrow H_{3}PO_{4}+5\ HBr} }
Die Verbindung hat eine orthorhombische Kristallstruktur mit der Raumgruppe Pbcm (Raumgruppen-Nr. 57) (a = 5,62, b = 16,91, c = 8,29 Å).

## Verwendung
Phosphorpentabromid kann als Bromierungsmittel verwendet werden.